# When the Keyboard Breaks: Live in Chicago
A When the Keyboard Breaks: Live in Chicago az amerikai Liquid Trio Experiment 2009-ben megjelent koncertlemeze. A Liquid Trio Experiment 2007-ben megjelent Spontaneous Combustion albumán Jordan Rudess, Mike Portnoy és Tony Levin játszott, azonban a When the Keyboard Breaks: Live in Chicago című korongon Rudess helyén Petrucci hallható, ezért a borítóra a Liquid Trio Experiment 2 név került fel. A felvételek 2009-ben Chicago városában készültek. A koncert során Rudess felszerelése tönkrement, ezért az estét Petrucci, Portnoy és Levin hármasban játszotta végig. Rudess felszerelése a nyitó Universal Mind alatt ment tönkre, ezért a lemezen a dalnak egy alig két perces változata hallható. A koncert végén egy dzsemmelés erejéig Rudess átvette Petruccitól a gitárt, aki így basszusgitárra váltott. Levin ez idő alatt Chapman Sticken játszott. A Liquid Anthrax című dalban Charlie Benante (Anthrax) dobol, és Portnoy basszusgitározik. A dalban pedig részletek hallhatóak a How Many More Times című Led Zeppelin klasszikusból.

## Számlista
|    | Cím                                      | Hossz |
| -- | ---------------------------------------- | ----- |
| 1. | Universal Mind (When the Keyboard Broke) | 2:20  |
| 2. | The Chicago Blues & Noodle Factory       | 7:03  |
| 3. | Fade Away or Keep Going?                 | 5:03  |
| 4. | The Haunted Keyboard                     | 9:34  |
| 5. | Close Encounters of the Liquid Kind      | 15:13 |
| 6. | Ten Minute Warning                       | 5:55  |
| 7. | That 'Ol Broken Down Keyboard Blues      | 6:34  |
| 8. | Liquid Anthrax                           | 4:55  |
| 9. | That's All Folks!                        | 2:12  |

## Közreműködők
- Tony Levin - basszusgitár, Chapman Stick
- Mike Portnoy - dob
- John Petrucci - gitár
- Jordan Rudess - billentyű az első dalban , és egy darabig gitár a 7. dalban
- John Petrucci - basszusgitár a 7. dalban
- Mike Portnoy - basszusgitár a 8. dalban
- Charlie Benante - dob a 8. dalban